# Postulator

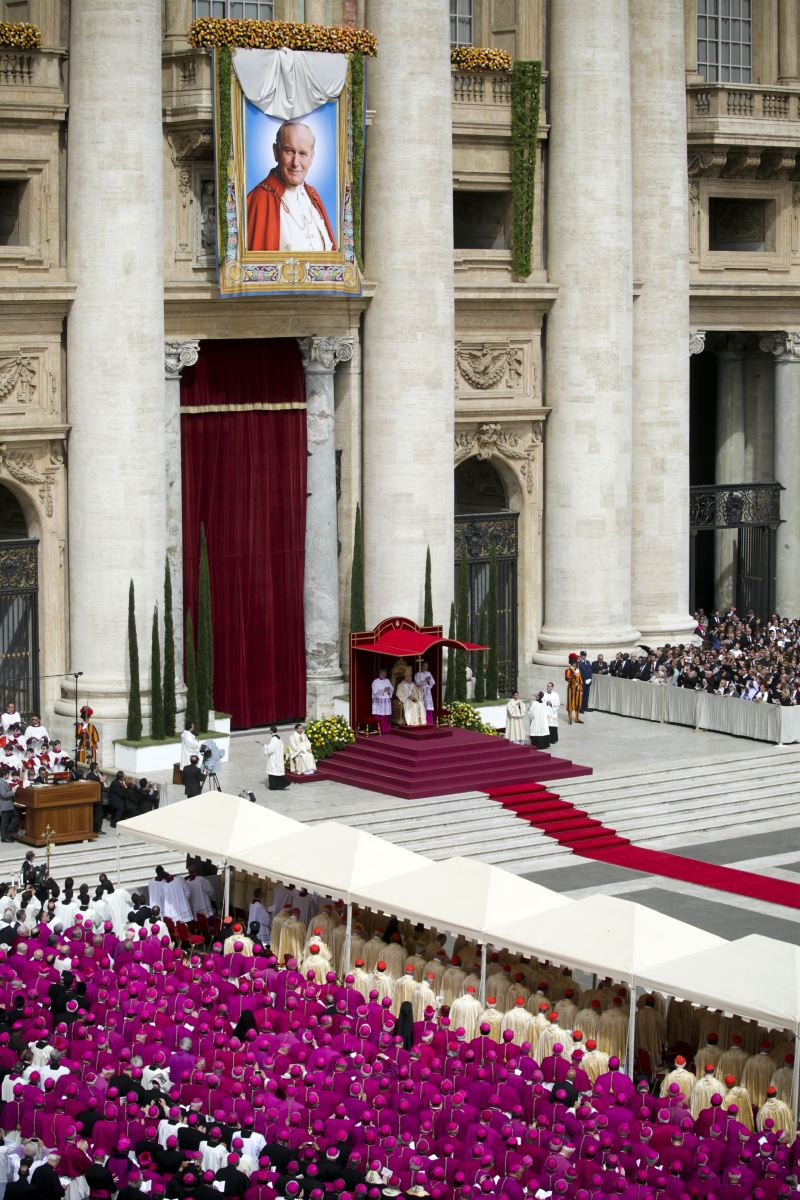
Seligsprechung Johannes Pauls II. auf dem Petersplatz in Rom

Mit Postulator wird in der römisch-katholischen Kirche ein Kleriker, ein Angehöriger einer Ordensgemeinschaft oder ein Laie bezeichnet, der in einem Seligsprechungs- oder Heiligsprechungsprozess Erkenntnisse über Leben und Werk der Person, die Gegenstand eines Kanonisationsverfahrens ist, ihre Schriften sowie schriftliche und mündliche Zeugnisse von Zeitzeugen sammelt, dokumentiert und den Gläubigen bekannt macht. Er prüft auch die Schwierigkeiten, die sich einem Heiligsprechungsverfahren entgegenstellen können, und verwaltet die finanziellen Mittel eines solchen Verfahrens. 
Der Postulator wird von den Antragstellern („Aktoren“) des Verfahrens benannt und nach Zustimmung des jeweiligen Ortsbischofs eingesetzt. Der Aktor kann im Verfahren nur über den Postulator agieren.
Dessen Aufgabe ist es, in der sogenannten Causa die Tugendhaftigkeit des Dieners Gottes bzw. das Martyrium, den Ruf der Heiligkeit und gegebenenfalls der Wundertätigkeit zu erforschen, zu dokumentieren und darzulegen. Im Falle eines Wunders erforscht der Postulator den Vorfall, fordert gegebenenfalls medizinische Gutachten an und befragt Zeugen. Über das Ergebnis berichtet er dem zuständigen Ortsbischof.
Der Postulator soll während der laufenden Verhandlungen einen festen Wohnsitz in Rom haben und wird vom Dikasterium für die Selig- und Heiligsprechungsprozesse approbiert.